# Richard Thoma (professeur de droit public)
Pour les articles homonymes, voir Richard Thoma.
Richard Thoma est un professeur de droit public allemand.